# وليس (مبين)

تعديل مصدري - تعديل

وليس هي إحدى قرى عزلة بني الشومي بمديرية مبين التابعة لمحافظة حجة، بلغ تعداد سكانها 441 نسمة حسب تعداد اليمن لعام 2004.